# پنهان (فیلم ۱۹۸۷)
پنهان (انگلیسی: The Hidden) فیلمی در ژانر علمی–تخیلی، اکشن، و ترسناک است که در سال ۱۹۸۷ منتشر شد.

## خلاصه داستان
یک موجود فضایی که قابلیت تسخیر بدن انسان‌ها را دارد چندین جنایت وحشیانه در لس آنجلس انجام می‌دهد و طی این توسط یک پلیس انسان و یک پلیس فضایی که در بدن یک انسان زندگی می‌کند مورد تعقیب قرار می‌گیرد…

## بازیگران
- کایل مک‌لاکلن
- مایکل نوری
- کلودیا کریستیان
- اد اوراس
- ریچارد بروکس
- لری سدار
- کریس مالکی
- جیمز لوئیسی
- کلو گولگر
- دنی ترخو
- لین شی
- ریچارد بروکس